# Moetai Brotherson
Moetai Brotherson, né le 22 octobre 1969 à Papeete (Polynésie française), est un homme politique français de Polynésie française.
Vice-président du parti indépendantiste Tavini huiraatira d'Oscar Temaru, il est député de la troisième circonscription de la Polynésie française de 2017 à 2023. Il est également élu à l'Assemblée de la Polynésie française à partir de 2018.
À la suite des élections territoriales de 2023, il devient le 18e président de la Polynésie française.

## Situation personnelle

### Origines, formation et carrière
Moetai Brotherson naît en 1969 dans une famille métissée, d'une mère institutrice et d'un père infirmier d'origine danoise.
Dans sa jeunesse, il pratique le rugby et les échecs.
En 1990, il devient titulaire d'une maîtrise en sciences informatiques de l'École internationale des sciences du traitement de l'information (EISTI).
Après avoir obtenu un diplôme d'ingénieur en informatique et télécommunication, il travaille en France, au Japon, en Allemagne et aux États-Unis (où il assiste aux attentats du 11 septembre 2001), puis revient à Tahiti, où il travaille à son compte jusqu'en 2004.

### Vie privée et familiale
Moetai Brotherson est marié en secondes noces à Teua Temaru, fille du dirigeant indépendantiste Oscar Temaru, avec qui il a un enfant. Il est également père de quatre enfants issus d'un premier mariage.
Il est membre de l'Église adventiste du septième jour.

## Parcours politique

### Représentant à l'Assemblée de la Polynésie
En 2004, Moetai Brotherson rejoint le parti indépendantiste Tavini huiraatira, présidé par Oscar Temaru, et y devient dans un premier temps conseiller en matière d'économie numérique. Entre 2005 et 2008, il occupe la fonction chef du service des Postes et des Télécommunications au sein du gouvernement Temaru.
Il est conseiller municipal de Faaa à partir de 2014, ainsi que directeur de cabinet du vice-président de la Polynésie française Antony Géros de 2011 à 2013. Au sein du Tavini huiraatira, il est chargé des affaires internationales ; il en devient vice-président en 2017.

### Député à l'Assemblée nationale française

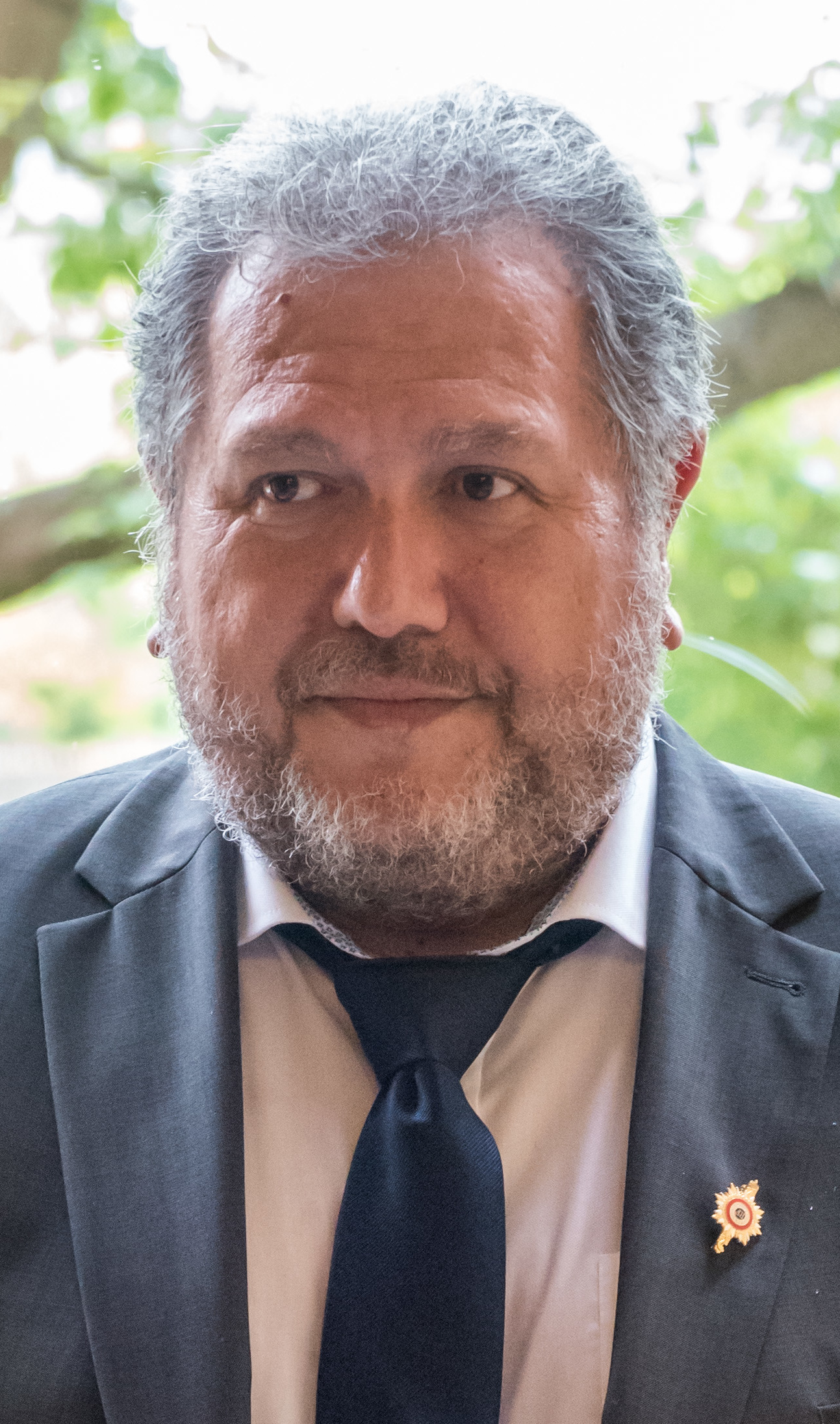
Moetai Brotherson en 2017

Le 17 juin 2017, il est élu député dans la troisième circonscription de la Polynésie française, comprenant une partie de Tahiti (Fa’a’ā et Puna’au’ia), ainsi que toutes les îles Sous-le-Vent : il l'emporte au second tour avec 52,5 % des suffrages exprimés face à Patrick Howell (Tāpura huira’atira). Il succède à Jean-Paul Tuaiva, qui ne se représentait pas à la suite de sa condamnation judiciaire en 2016, dont la procédure d'appel n'est alors pas encore terminée. Il s'inscrit au groupe de la Gauche démocrate et républicaine (GDR) et est nommé membre de la commission des Affaires étrangères et de la délégation aux outre-mer.
Il est élu représentant à l'Assemblée de la Polynésie française lors des élections territoriales de 2018 sur la liste de son parti, qui remporte huit sièges.
Candidat à un second mandat sous les couleurs de la NUPES aux élections législatives de 2022, il l'emporte au second tour avec 61,3 % contre Tuterai Tumahai (Tāpura (ENS). À cette occasion, le Tāvini huira’atira remporte les trois sièges de députés à pourvoir en Polynésie. Le 25 juillet suivant, Brotherson est élu président de la délégation aux outre-mer face au président sortant, Olivier Serva (LIOT) et à Nicolas Metzdorf (REN),.
Après la victoire du Tāvini huira’atira aux élections territoriales de 2023, Moetai Brotherson annonce que s'il est élu à la présidence de la Polynésie française, il renoncera à son mandat de député au profit de sa suppléante Mereana Reid Arbelot, ainsi qu'à la présidence de la délégation aux outre-mer.

### Président de la Polynésie française

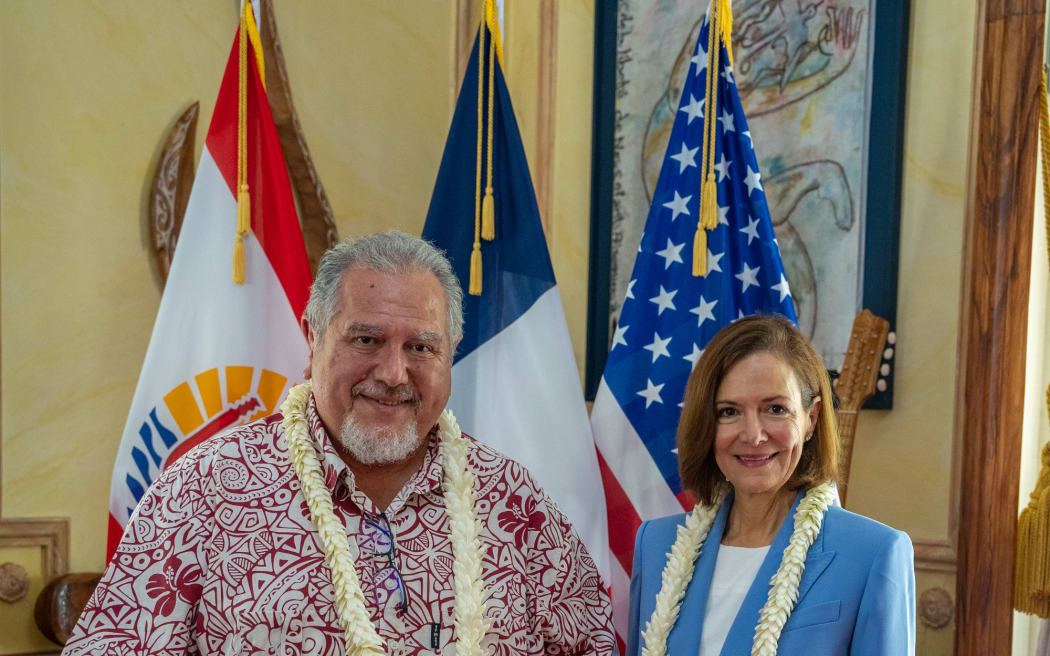
Moetai Brotherson à Papeete en 2023 avec l'ambassadrice américaine Denise Bauer.

En 2023, Moetai Brotherson se porte candidat à la présidence de la Polynésie française. Aux élections territoriales, c'est cependant Oscar Temaru qui est toujours tête de liste du Tāvini huira’atira,.
Moetai Brotherson est réélu représentant mais cette fois-ci dans la section des Îles Sous-le-Vent. Ces élections donnent au Tāvini une majorité de 38 sièges sur 57, une victoire inédite pour les indépendantistes, qui l'emportent dans le cadre d'une triangulaire les opposant à deux listes autonomistes. Après cette victoire, Moetai Brotherson déclare qu'il espère un référendum d'autodétermination « dans dix à quinze ans ».
Le 12 mai 2023, lors d'un vote de la nouvelle Assemblée de Polynésie française, il est élu président de la collectivité d'outre-mer par 38 voix contre seize au président autonomiste sortant, Édouard Fritch, et trois à une autre candidate autonomiste, Nicole Sanquer, installer au Palais Présidentiel.
Trois jours plus tard, il forme son gouvernement, dans lequel il est chargé du Tourisme, des Transports aériens internationaux, de l'Égalité des territoires, des Affaires internationales, du Développement des archipels, de l'Économie numérique et des Conséquences des essais nucléaires.

## Prises de position

### Essais nucléaires en Polynésie française
Dans une lettre ouverte adressée au président de la République Emmanuel Macron en 2020, Moetai Brotherson demande un plan de retrait et de retraitement des déchets radioactifs causés par les essais nucléaires réalisés par l'armée française en Polynésie jusqu'aux années 1990.
En avril 2021, il dépose une proposition de loi visant à réformer le système de réparation sur les conséquences de ces mêmes essais nucléaires. Ce projet de loi, visant à modifier et compléter la loi Morin définissant les conditions d'indemnisation et de réparations, prévoit la création d'une commission nationale visant à évaluer les dégâts environnementaux causés par les radiations, chargée de définir un plan de dépollution des sites touchés. La proposition de loi vise également à élargir les obligations de l'État envers les victimes touchées par les conséquences des essais nucléaires et leur famille, en élargissant le nombre de personnes éligibles aux indemnisations par le principe de « présomption de causalité », en garantissant une prise en charge intégrale des frais médicaux engendrés et en assurant une couverture totale des frais d'éducation des enfants des victimes par l'État. Cette proposition est finalement rejetée en juin 2021 par l'Assemblée nationale.
Dans le cadre de sa campagne aux élections législatives de 2022, Brotherson indique qu'il souhaite proposer en tant que député le remboursement par l'État français des frais déboursés par la Caisse de prévoyance sociale polynésienne pour les traitements des maladies radio-induites causées par ces essais, qu'il estime à 100 milliards de Francs-Pacifique.

### Questions environnementales
En décembre 2022, Moetai Brotherson et les autres députés du Tāvini huira’atira à l'Assemblée nationale, Steve Chailloux et Tematai Le Gayic, rencontrent des représentants de la communauté amérindienne Kali’na originaire Guyane, opposés à la construction de la centrale électrique Ouest Guyane. À cette occasion, Brotherson et ses confrères polynésiens affirment leur opposition à ce projet, soutenant que celui-ci causerait une destruction d'une partie du territoire de vie des populations Kali'na.
Il est favorable à l'instauration d'un moratoire sur l'exploitation des fonds marins. En novembre 2022, dans le cadre d'une question au gouvernement, il affirme souhaiter qu'une éventuelle interdiction de l'exploitation des fonds marins s'applique y compris au sein des zones économiques exclusives détenues par la France.

### Économie et social
Dans le cadre d'un colloque organisé par le Sénat en septembre 2022, il déclare souhaiter un plan de construction de logements sociaux adaptés aux modes de vie ultramarins.
En janvier 2023, dans le cadre d'une question au gouvernement, Moetai Brotherson fait part de son inquiétude et de sa désapprobation au sujet du projet de réforme des retraites porté par le gouvernement Élisabeth Borne, estimant que cette réforme affecterait tout particulièrement les ultramarins, en raison d'une potentielle plus faible espérance de vie en outre-mer qu'en France métropolitaine.
Il souhaite rendre la Polynésie, qui importe plus de 80 % de ce qu’elle consomme, plus autosuffisante, notamment en misant sur l’hydrogène pour limiter l’importation d’énergies fossiles. Il souhaite augmenter les impôts sur les salaires supérieurs à 5 000 euros pour limiter les inégalités sociales.

### Santé
Dans un contexte de mise sous tension des hôpitaux de Polynésie française liée à l'arrivée de la Covid-19 dans l'archipel, Moetai Brotherson demande, en application de l'accord FRANZ, la mise en place d'une aide logistique de la Nouvelle-Zélande et de l'Australie pour le territoire ultramarin.
En 2021, Brotherson critique la mise en place du « pass sanitaire » et du « pass vaccinal » en France, estimant que les applications mobiles utilisées pour son utilisation auraient un pouvoir de surveillance et de localisation des personnes trop important.
En mars 2023, dans le cadre d'une question au gouvernement, Brotherson demande une reconnaissance des savoirs médicaux polynésiens traditionnels par l'Agence nationale de sécurité du médicament et des produits de santé, et demande la fin de l'interdiction de l'usage de certaines plantes polynésiennes à des fins médicales.

### Sujets de société
Moetai Brotherson fait exception dans son groupe parlementaire en n'étant pas favorable à la légalisation du cannabis.
En janvier 2018, il dépose une proposition de loi à l'Assemblée nationale visant à rendre inéligible à vie tout élu condamné pour corruption. Cette proposition est rejetée par l'Assemblée.

## Décoration
- Grand-croix de l'ordre de Tahiti Nui (de droit en tant que grand maître de l'ordre en qualité de président de la Polynésie française)[35].